# KGP-9衝鋒槍
KGP-9是一種匈牙利製的衝鋒槍，主要裝備本國的軍隊和監獄守衛。

## 設計
KGP-9發射9毫米魯格彈，以反沖作用作用和開放式槍機原理運作，供彈具為25發容量的彈匣。該槍以擊錘和包含在槍機裡的浮動式擊針擊發，在全自動射擊時此槍的理論射速為每分鐘900發。KGP-9的槍身是由鋼板沖壓而成，並以鑄件加固。
另外，該槍亦有長槍管，換上後會使武器變成一款卡賓槍，從而有著更遠的射程。
KGP-9也有民用版，但只能進行半自動射擊。

## 使用國
- 匈牙利